# Aenictus asantei
Aenictus asantei é uma espécie de formiga do gênero Aenictus.